# Creation Autosportif

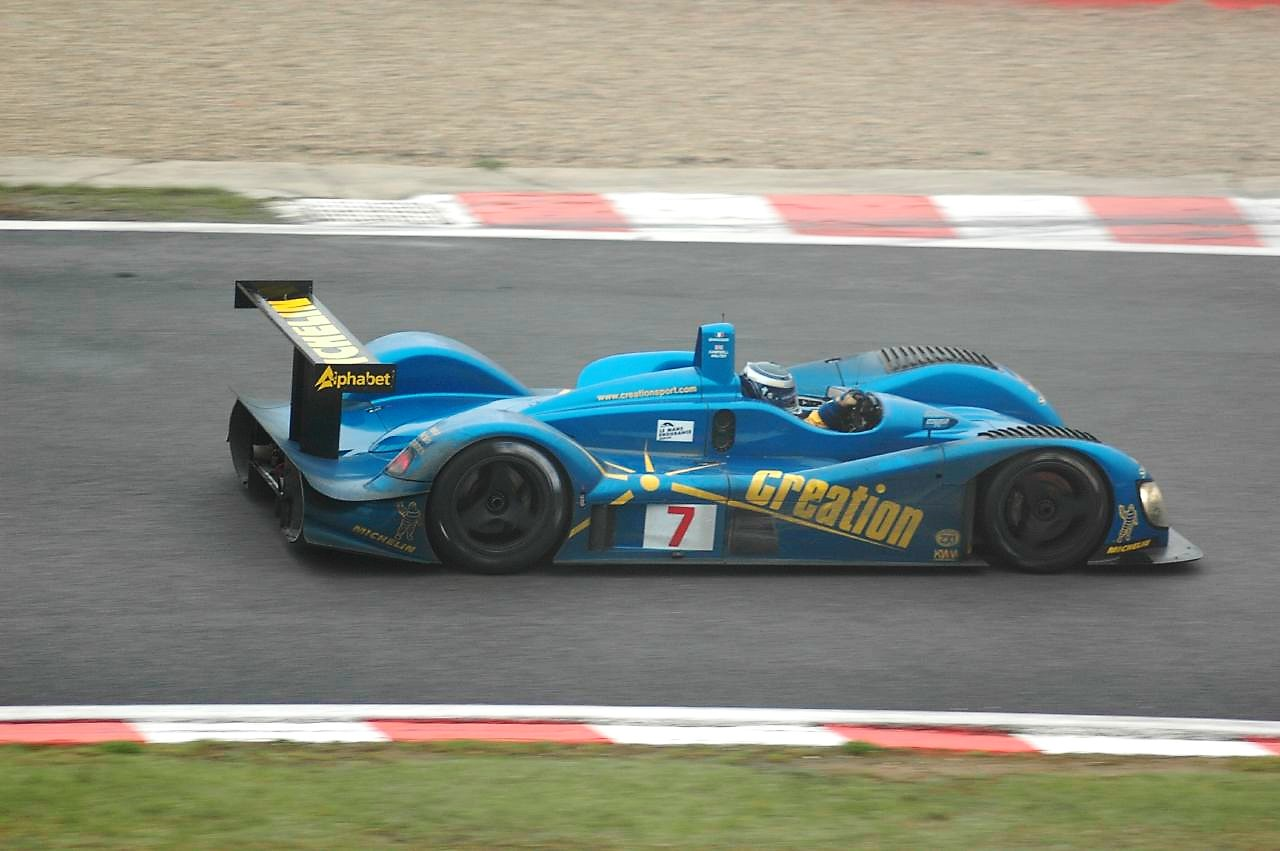
DBA 03S de Creation Autosportif lors des 1000 km de Spa.

Creation Autosportif est une écurie de sport automobile britannique fondée en 2003 par Mike Jankowski et Ian Bickerton.

## Histoire
Creation Autosportif est fondée en 2003 par Mike Jankowski et Ian Bickerton,.
L'écurie commence la compétition en championnat FIA GT en 2004, avec une Lister Storm.
En 2005, Creation Autosportif est invitée à participer aux 24 Heures du Mans, dans la catégorie LMP1, avec son châssis DB 03S.
En 2006, l'écurie participe aux 24 Heures du Mans. En 2007, elle participe à l'épreuve mancelle avec sa Creation CA07.
En avril 2009, l'écurie change de locaux et s'apprête à disputer à nouveau les 24 Heures du Mans, avec les pilotes Romain Iannetta, Jamie Campbell-Walter et Vanina Ickx,.
En 2010, l'écurie déclare forfait pour les 12 Heures de Sebring ; l'écurie devait y faire débuter la Creation CA10.
En novembre 2011, l'écurie annonce qu'elle sera partenaire de Drike Cope Racing, une écurie américaine engagée dans les championnats de la National Association for Stock Car Auto Racing (NASCAR).